# Aeroportul Internațional Muscat
Aeroportul Internațional Muscat (IATA: MCT, ICAO: OOMS) este un aeroport din Guvernoratul Muscat⁠(d), Oman ce deservește zona Muscat. Aeroportul a fost tranzitat în decembrie 2019 de 1.389.722 de pasageri. A fost deschis în 1972 și numit după zona deservită.
Situat la o altitudine de 15 m, aeroportul dispune de 1 pistă.

## Infrastructură

### Piste
Aeroportul dispune de o singură pistă. Pista 08L/26R are suprafața de asfalt și dimensiunile 4.000 m × 60 m. 